# Bântéay Méanchey
Bântéay Méanchey (khm. ខេត្តបន្ទាយមានជ័យ) – prowincja (khêt) w północno-zachodniej Kambodży. Siedzibę administracyjną stanowi miasto Sisŏphŏn. W 2008 roku zamieszkana była przez 677 872 osoby.

## Podział administracyjny
Prowincja podzielona jest na 9 dystryktów (w tym 2 krŏng – miasta wydzielone na prawach dystryktu).
| L.p. | Nazwa dystryktu       | Populacja (2008) | Powierzchnia (km²) | Gęstość zaludnienia (os./km²) | Liczba gmin, w tym sangkat | Kod NIS |
| ---- | --------------------- | ---------------- | ------------------ | ----------------------------- | -------------------------- | ------- |
| 1    | Môngkôl Borei         | 139 315          | 807,23             | 172,6                         | 13                         | 0102    |
| 2    | Phnum Srok            | 46 935           | 762,35             | 61,6                          | 6                          | 0103    |
| 3    | Preăh Nét Preăh       | 87 089           | 1092,68            | 79,7                          | 9                          | 0104    |
| 4    | ’Âor Chrŏu            | 47 196           | 545,81             | 86,5                          | 7                          | 0105    |
| 5    | Krŏng Seirei Saôphoăn | 90 279           | 269,60             | 334,9                         | 7                          | 0106    |
| 6    | Thmâ Puŏk             | 61 189           | 1089,64            | 56,2                          | 6                          | 0107    |
| 7    | Svay Chék             | 55 596           | 813,43             | 68,3                          | 8                          | 0108    |
| 8    | Mălai                 | 42 284           | 501,67             | 84,3                          | 6                          | 0109    |
| 9    | Krŏng Paôypêt         | 107 989          | 265,81             | 406,3                         | 2                          | 0110    |